# モラージュ柏
モラージュ柏（モラージュかしわ、英文名称：mallage KASHIWA）は、千葉県柏市に所在するショッピングセンターである。2004年（平成16年）7月3日開業。

## 概要
柏市を通る国道16号近くに立地する、双日商業開発が各地で運営するショッピングモール「モラージュ」の2店舗目（1店舗目はモラージュ佐賀）。
近隣には国道16号沿いのロードサイド店舗が多く立地する。ヤマダ電機、コジマ、ニトリ、イオンタウンなどがモラージュ柏に隣接するように立ち並び、周辺人口は154000人(3km圏内)に及んでいる。
首都圏ベットタウンの真ん中という好立地。施設の周辺は戸建てやマンションが集積しており穏やかな住宅地を構成し、足元商圏は潤沢である。モラージュ柏を中心に広域集客を主とする大型店が集積しているため、利用客の相互回遊性が良好。
地域性を重視したイベントが定期的に開催されており、中でもキッズ＆ファミリー向けのイベントではすぐに会場がいっぱいになってしまう賑わいとなっている。

## 沿革
- 2004年（平成16年）7月3日 - 「モラージュ柏」開業[1]。ただし、メインテナントの一つであるヤオコーはオープンが遅れた。
- 2008年（平成20年）10月23日 - part2を増床オープン、同時に従来土曜・休日のみ運行だった柏駅からのシャトルバスを平日にも運行。

## 主なテナント・施設
- ヤオコー（1階）
- ロイヤルホームセンター（1階）
- Super Sports XEBIO（2階）

他　1階・2階に各専門店
出店テナント全店の一覧・詳細情報は公式サイト「ショップリスト」を、施設内のサービスや営業時間の詳細は公式サイト「施設案内」を参照。

### モラージュ柏スポーツパーク
同施設は、モラージュ柏屋上に誕生したスポーツ・運動の施設である。
フットサル場、3o3バスケットボール場を核施設として、無料で利用できるランニングコース、５０Ｍ走路、健康遊具などが備わっている。
- FFCモラージュ柏（エフネットフットサルクラブモラージュ柏）

人工芝2面（36×17m） 「大津祐樹×酒井弘樹サッカースクールマルバ柏校開校」
個人参加フットサル　毎週　月曜・金曜・土曜開催
- バスケットコート（3on3）

グリットコート1面（2分割して3on3コート2面として利用する）
- 「ジョギングレーン」

1周300メートルのランニングコース　利用は無料　*各種有料プログラム実施
- 「50M走レーン」

50Ｍ走ができる走路　利用は無料
- アスレチック

11種類の健康遊具を取り揃え、利用は無料。(大人向けのアスレチックで子供は利用はできない)

施設の紹介
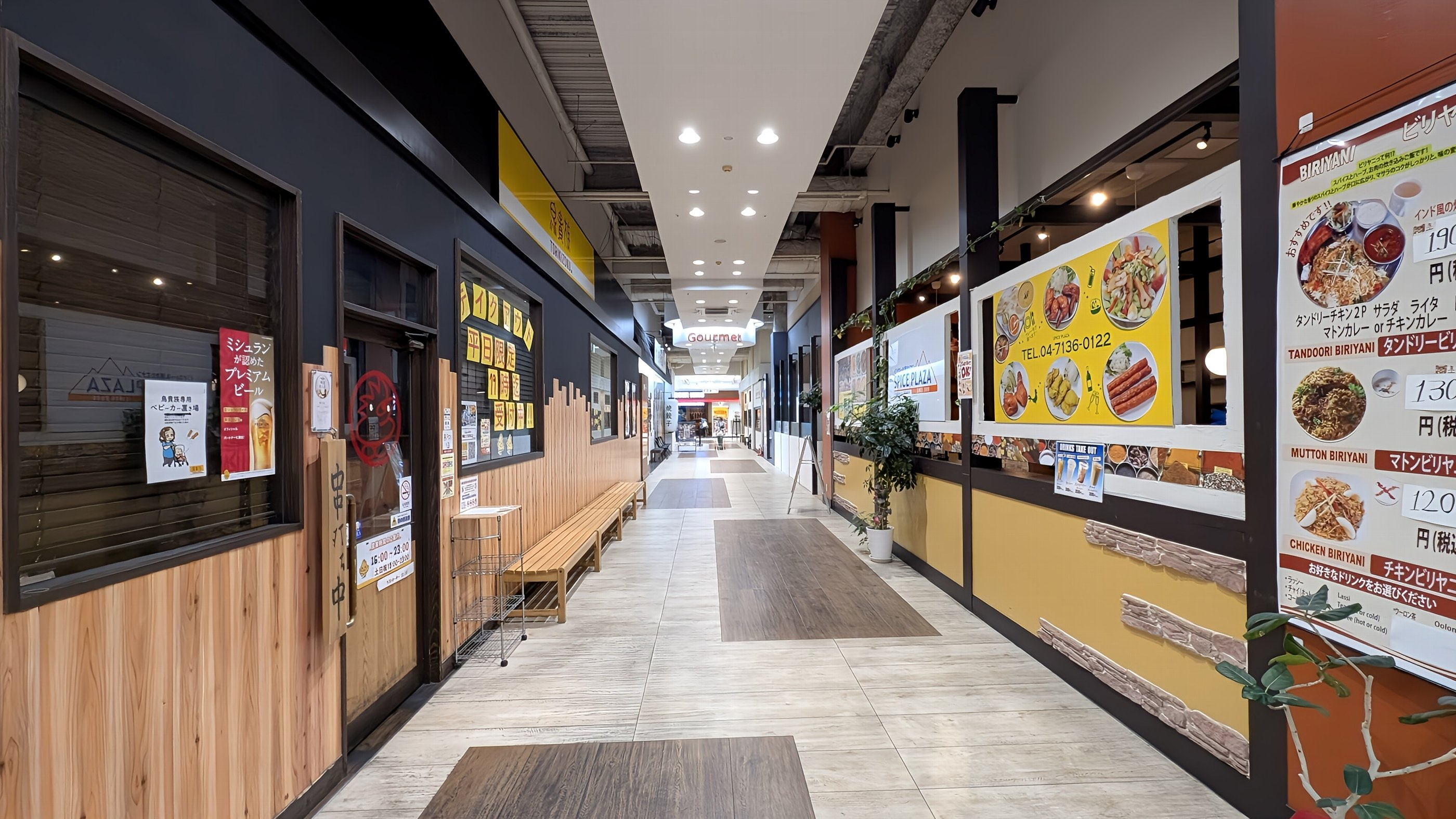
1F レストラン
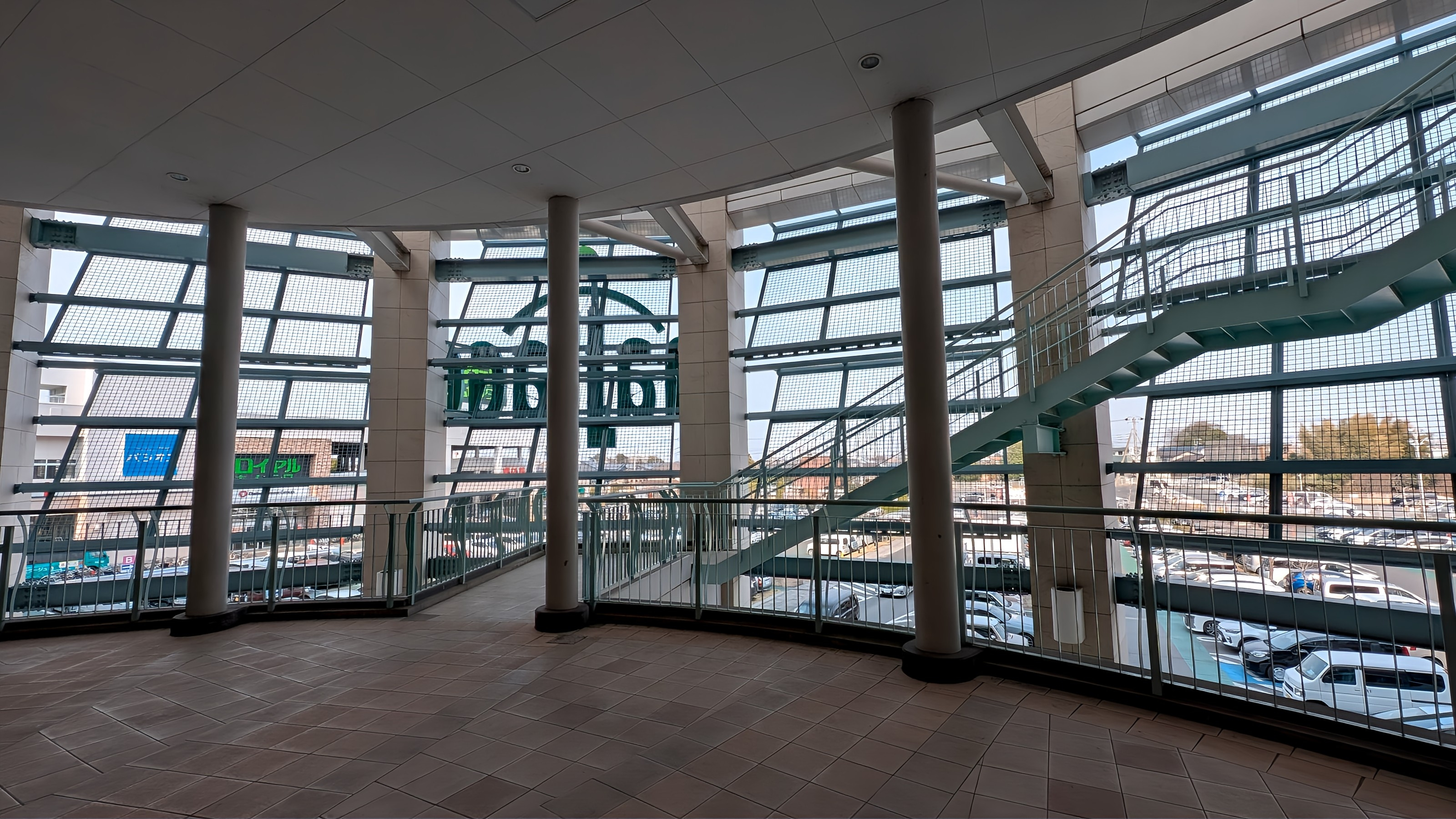
2Fより駐車場を望む
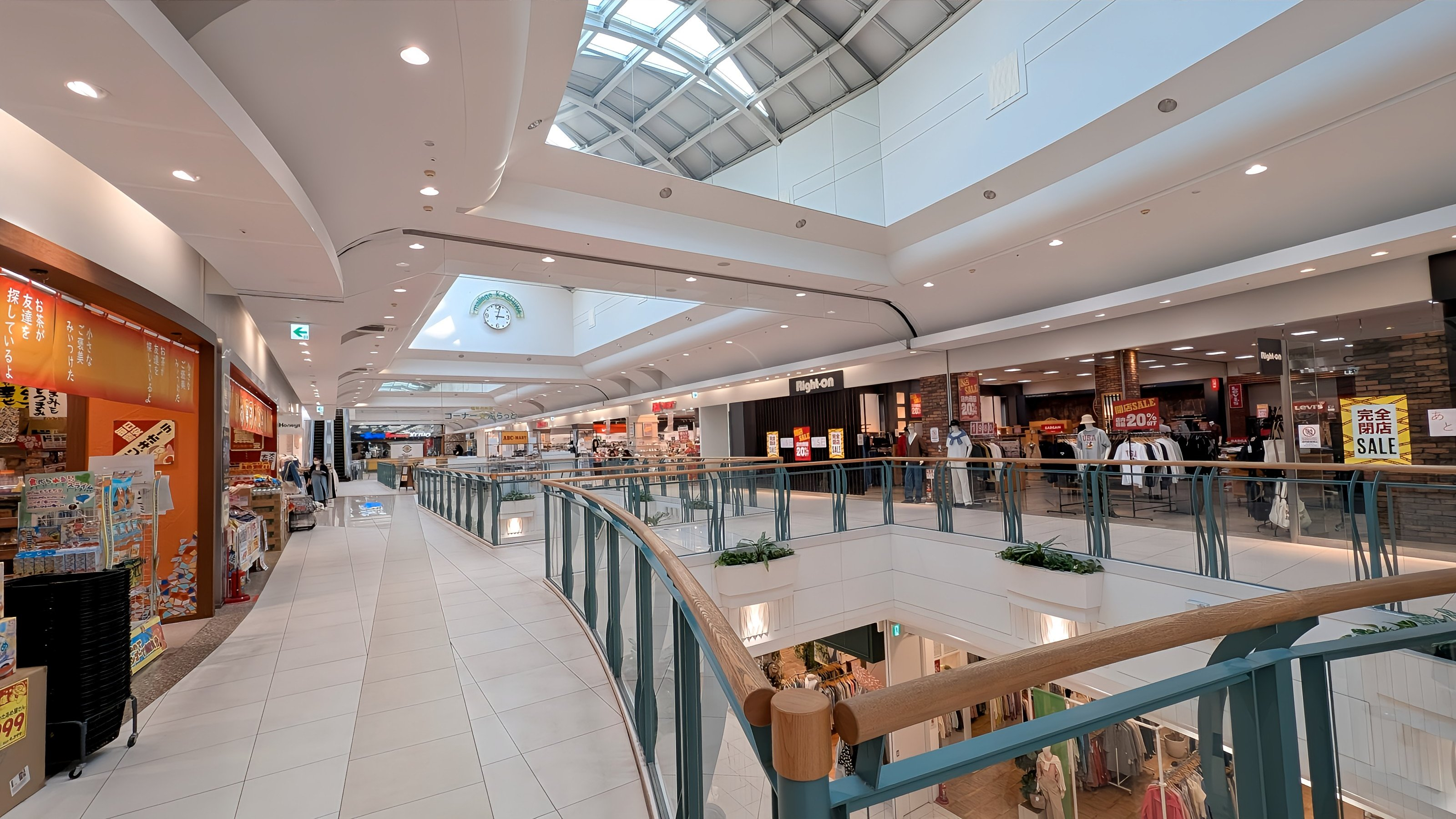
2F センター通路
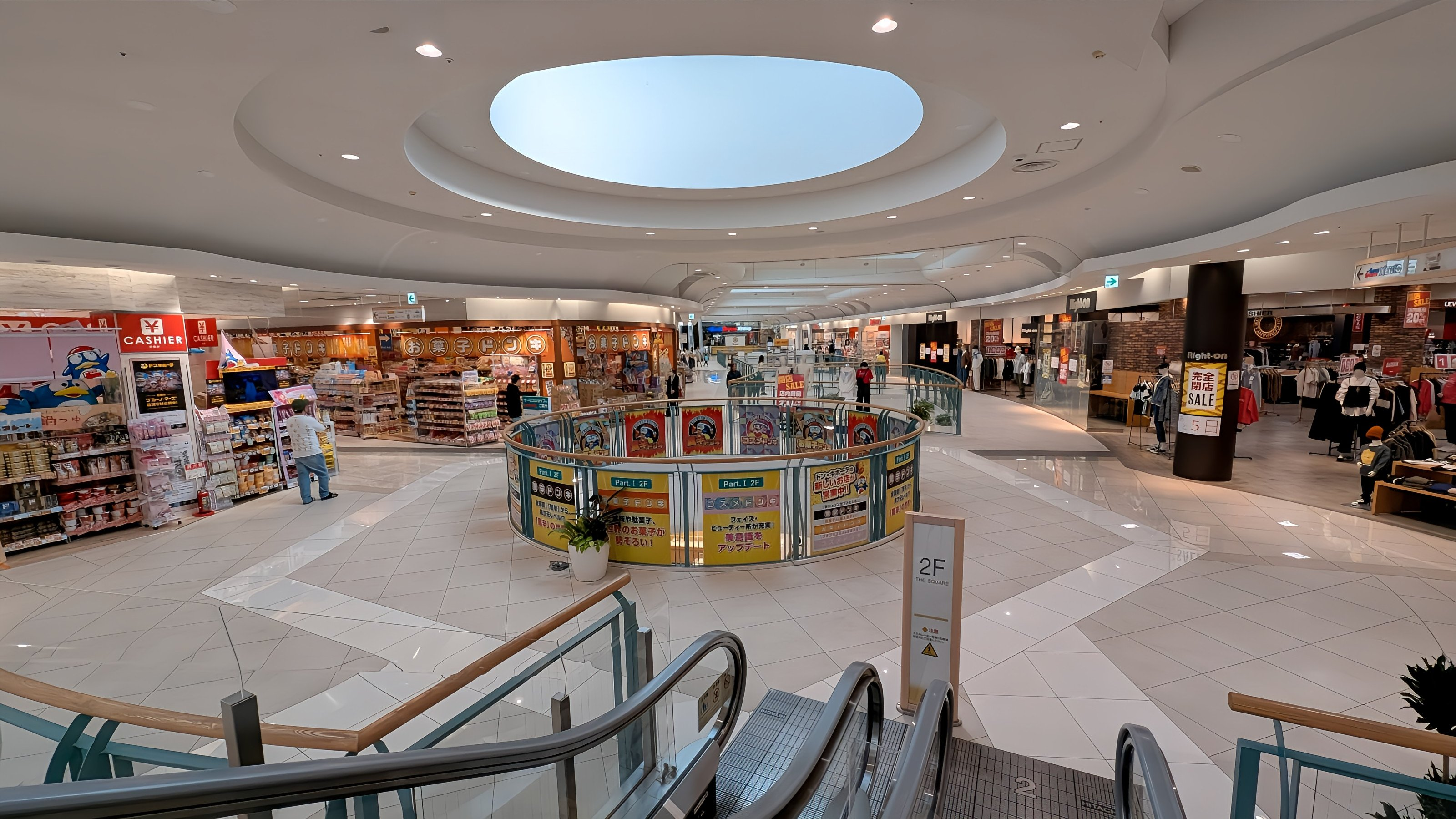
2F センターコート・エスカレーター近辺
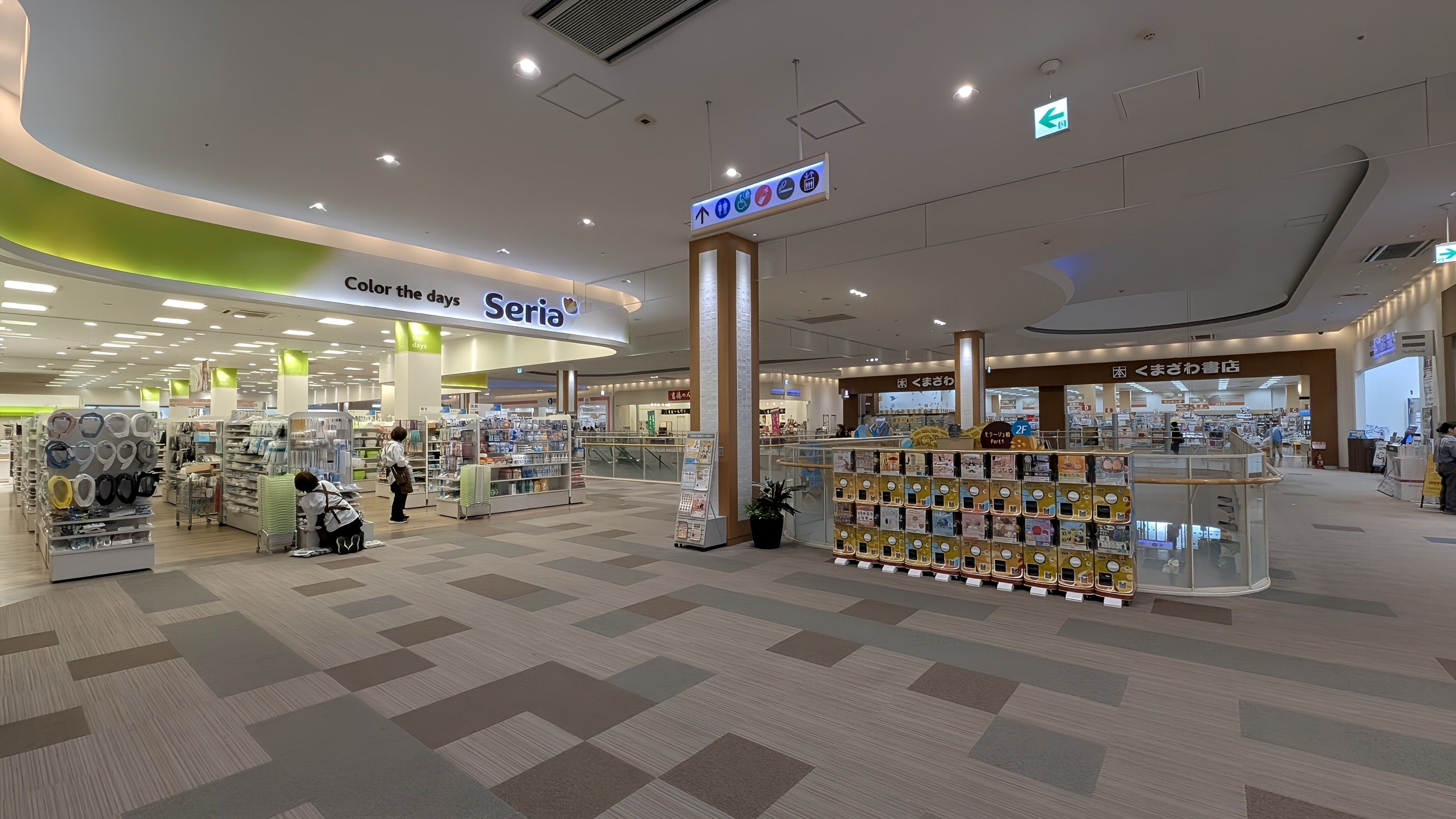
Part2 増床エリア
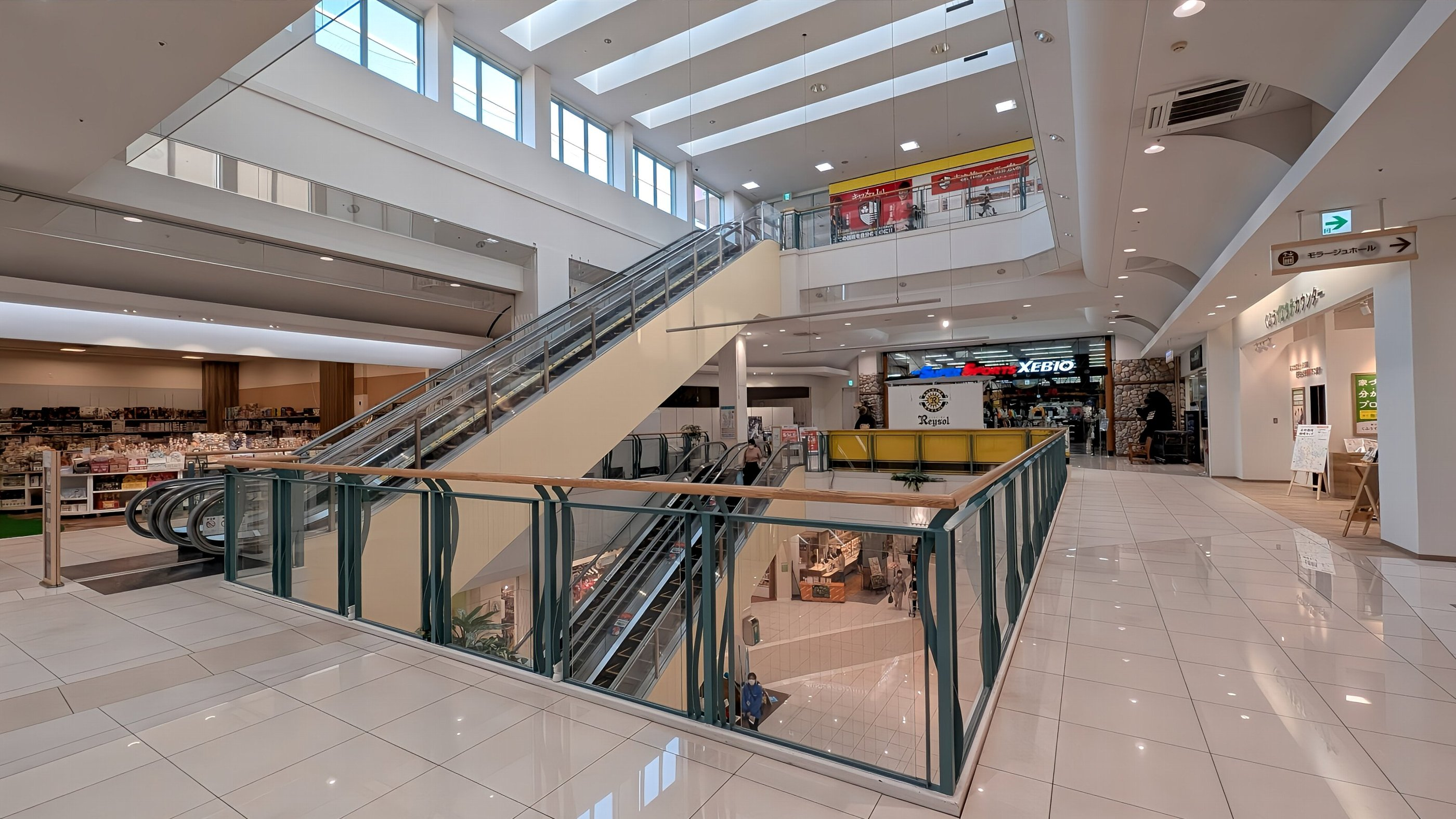
Super Sports XEBIO前
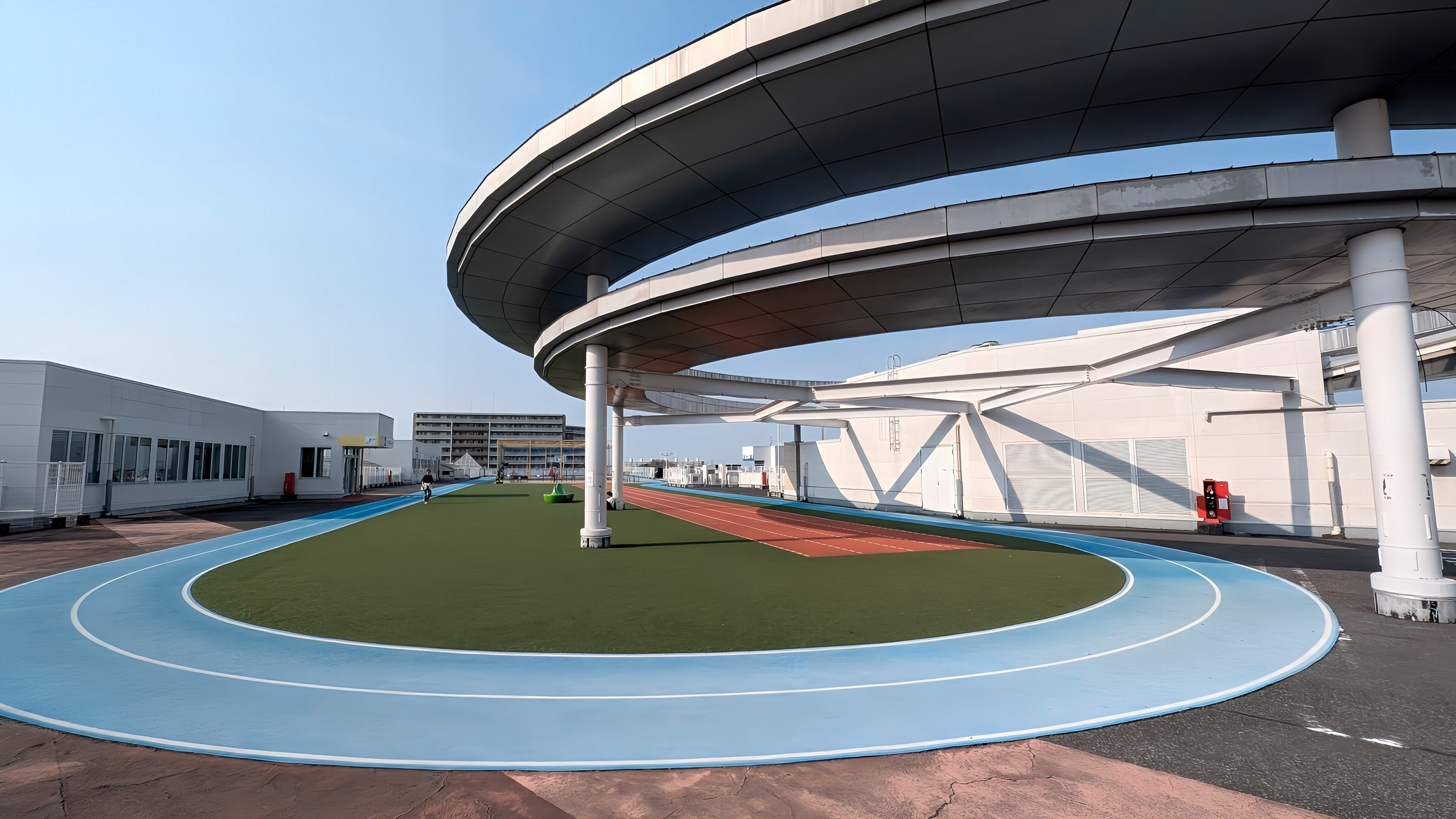
RF ランニングコース
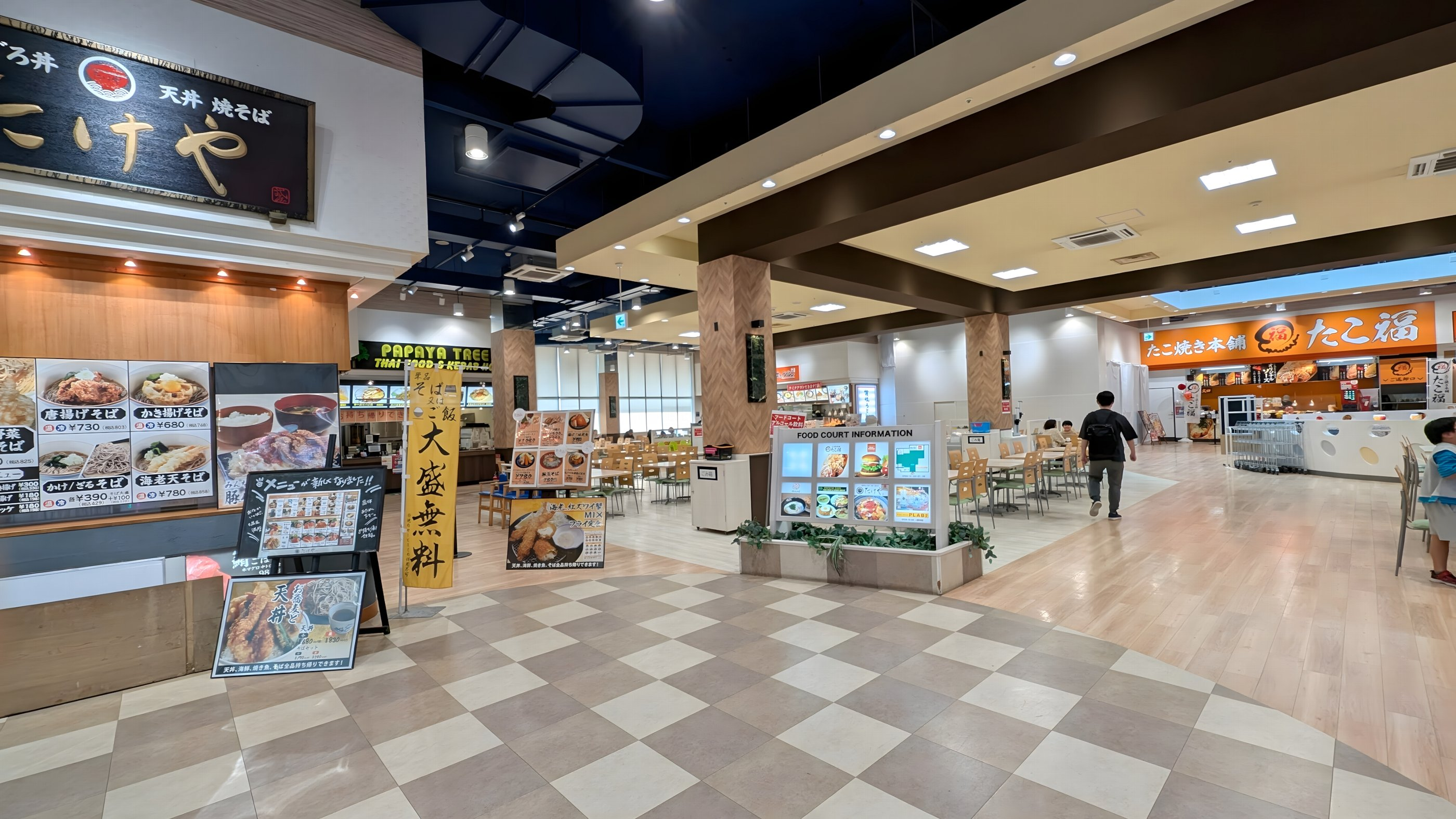
フードコート

### レイソルブース

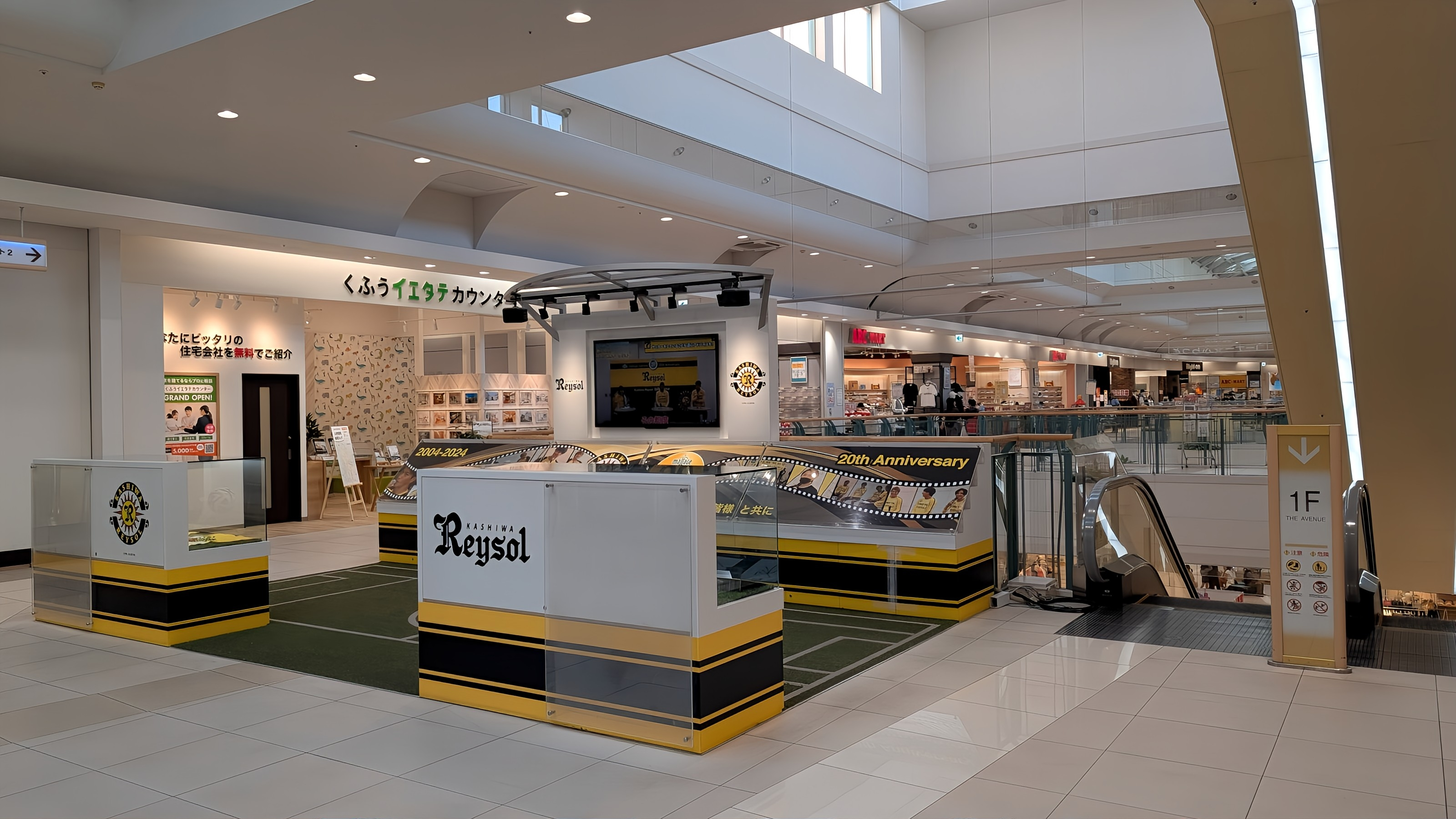
レイソルブース

モラージュ柏×柏レイソルがコラボレーションしたのが“レイソルブース”で2Fに設けられている。
迫力のある試合映像を大型ビジョンで放映する。他にも、実際に試合で使用されたボールやシューズ、レアなアイテムが展示されている。

## シャトルバス
柏駅から無料シャトルバスが運行されている（アビコ西武観光による運行）。我孫子駅からの無料シャトルバスは2024年8月31日で終了した。詳細は公式サイト「アクセス案内」を参照。

## 周辺施設
- イオンタウン松ヶ崎
  - マックスバリュ 松ヶ崎店
- コジマ×ビックカメラ柏店
- ヤマダデンキ 家電住まいる館YAMADA柏店
- ケーズデンキ 柏中央店[6]
- ニトリ 柏店
- 極楽湯 柏店

コジマ・ヤマダ・ケーズのいわゆる北関東YKKの家電量販店3店舗が、国道16号沿いに近接して立地している。